# Nederländernas Grand Prix 1974
Nederländernas Grand Prix 1974 var det åttonde av 15 lopp ingående i formel 1-VM 1974.  

## Resultat
1. Niki Lauda, Ferrari, 9 poäng
2. Clay Regazzoni, Ferrari, 6
3. Emerson Fittipaldi, McLaren-Ford, 4
4. Mike Hailwood, McLaren-Ford, 3
5. Jody Scheckter, Tyrrell-Ford, 2
6. Patrick Depailler, Tyrrell-Ford, 1
7. John Watson, John Goldie Racing (Brabham-Ford)
8. Ronnie Peterson, Lotus-Ford
9. Rikky von Opel, Brabham-Ford
10. Vittorio Brambilla, March-Ford
11. Jacky Ickx, Lotus-Ford
12. Carlos Reutemann, Brabham-Ford

### Förare som bröt loppet
- Denny Hulme, McLaren-Ford (varv 65, tändning)
- François Migault, BRM (60, växellåda)
- Arturo Merzario, Williams (Iso Marlboro-Ford) (54, växellåda)
- Guy Edwards, Hill (Lola-Ford) (36, bränslesystem)
- Jean-Pierre Jarier, Shadow-Ford (28, koppling)
- Jean-Pierre Beltoise, BRM (18, växellåda)
- Graham Hill, Hill (Lola-Ford) (16, växellåda)
- Henri Pescarolo, BRM (15, hantering)
- Jochen Mass, Surtees-Ford (8, transmission)
- James Hunt, Hesketh-Ford (2, kollision)
- Tom Pryce, Shadow-Ford (0, kollision)
- Hans-Joachim Stuck, March-Ford (0, olycka)

### Förare som diskvalificerades
- Vern Schuppan, Ensign-Ford (varv 69, däckbyte utanför depån)

### Förare som ej kvalificerade sig
- Tim Schenken, Trojan-Ford
- Gijs van Lennep, Williams (Iso Marlboro-Ford)

## Bildgalleri

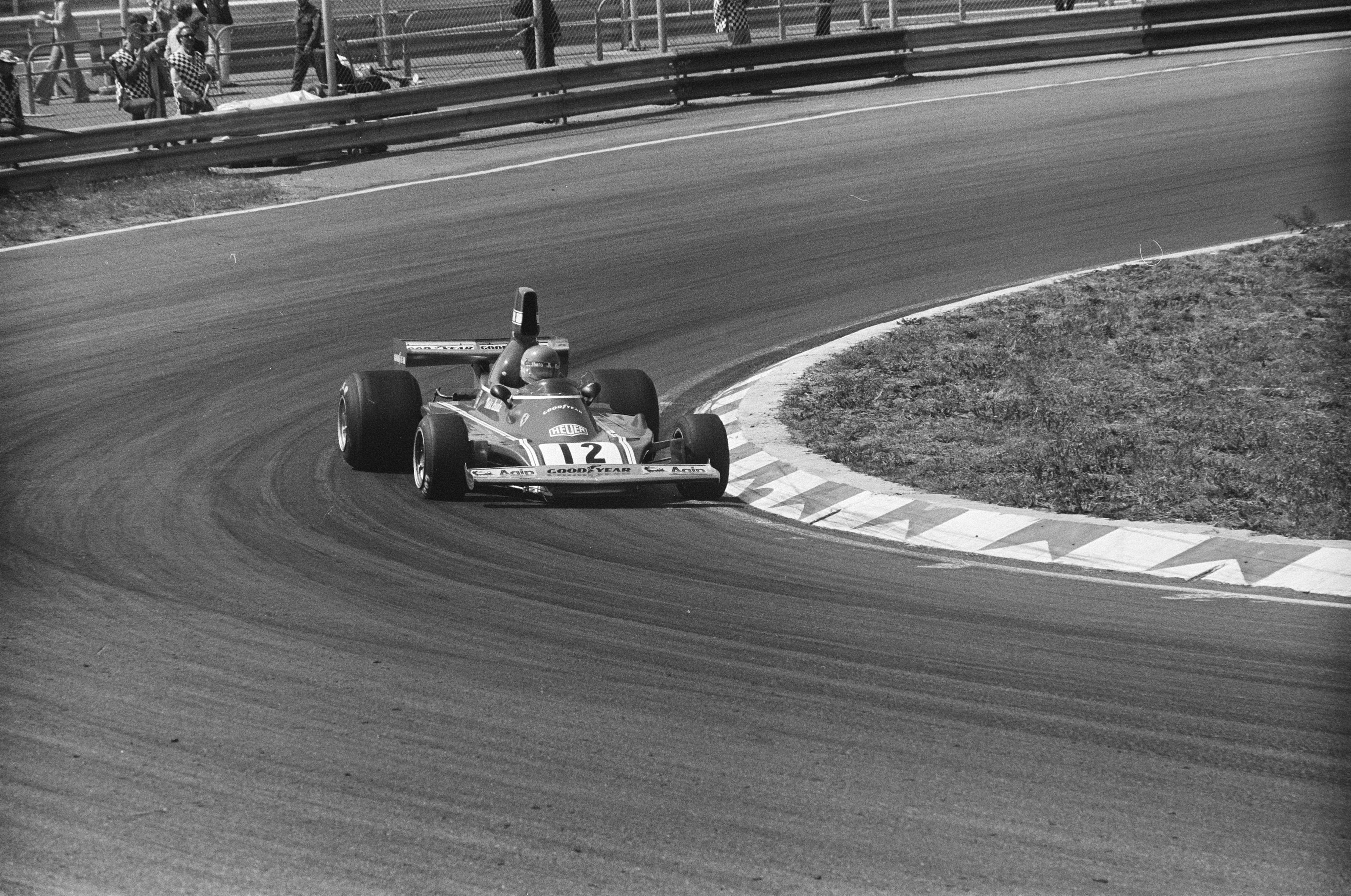
Niki Lauda, loppets segrare i sin Ferrari.
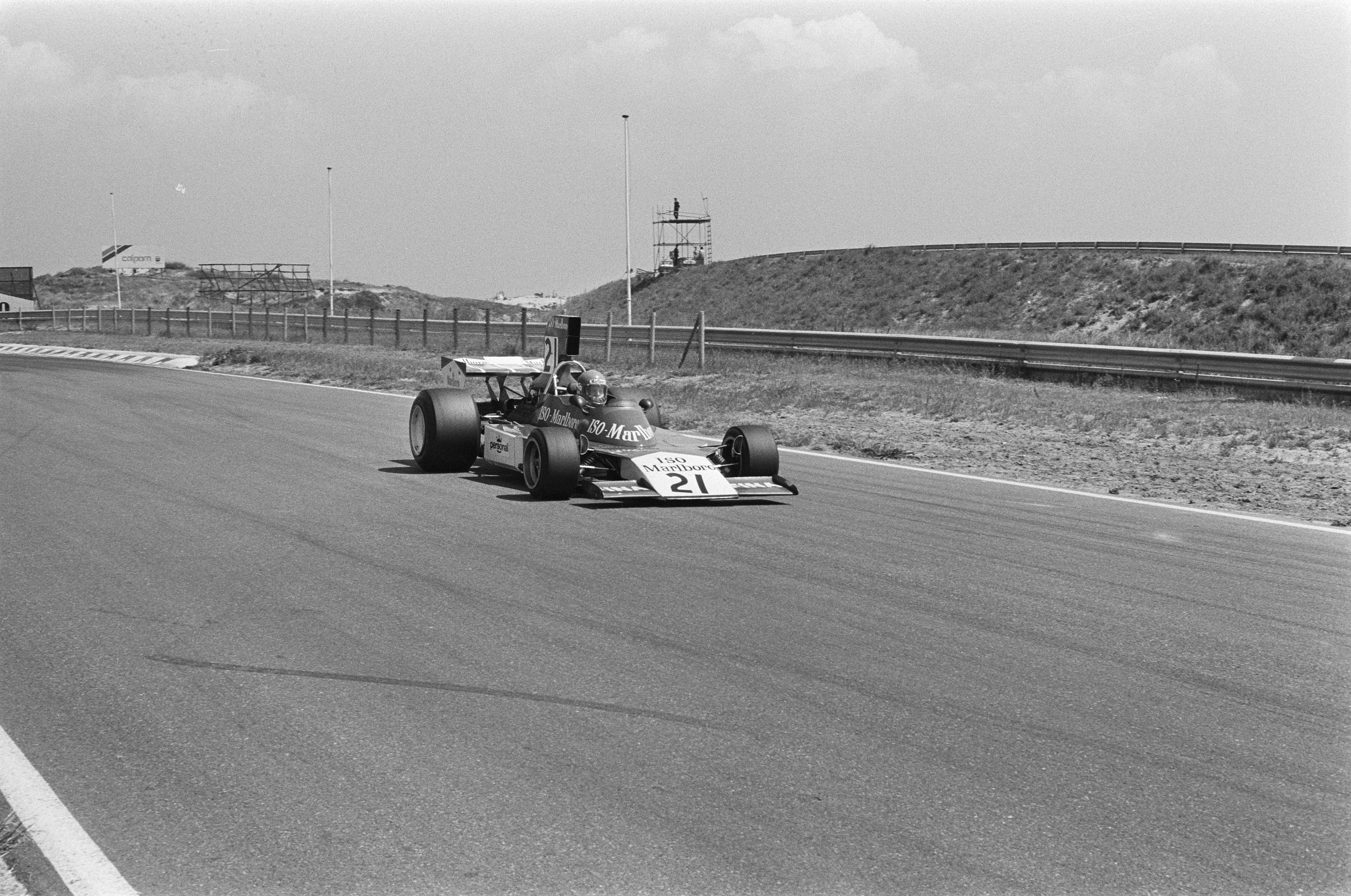
Hemmaföraren Gijs Van Lennep lyckades inte kvala in.
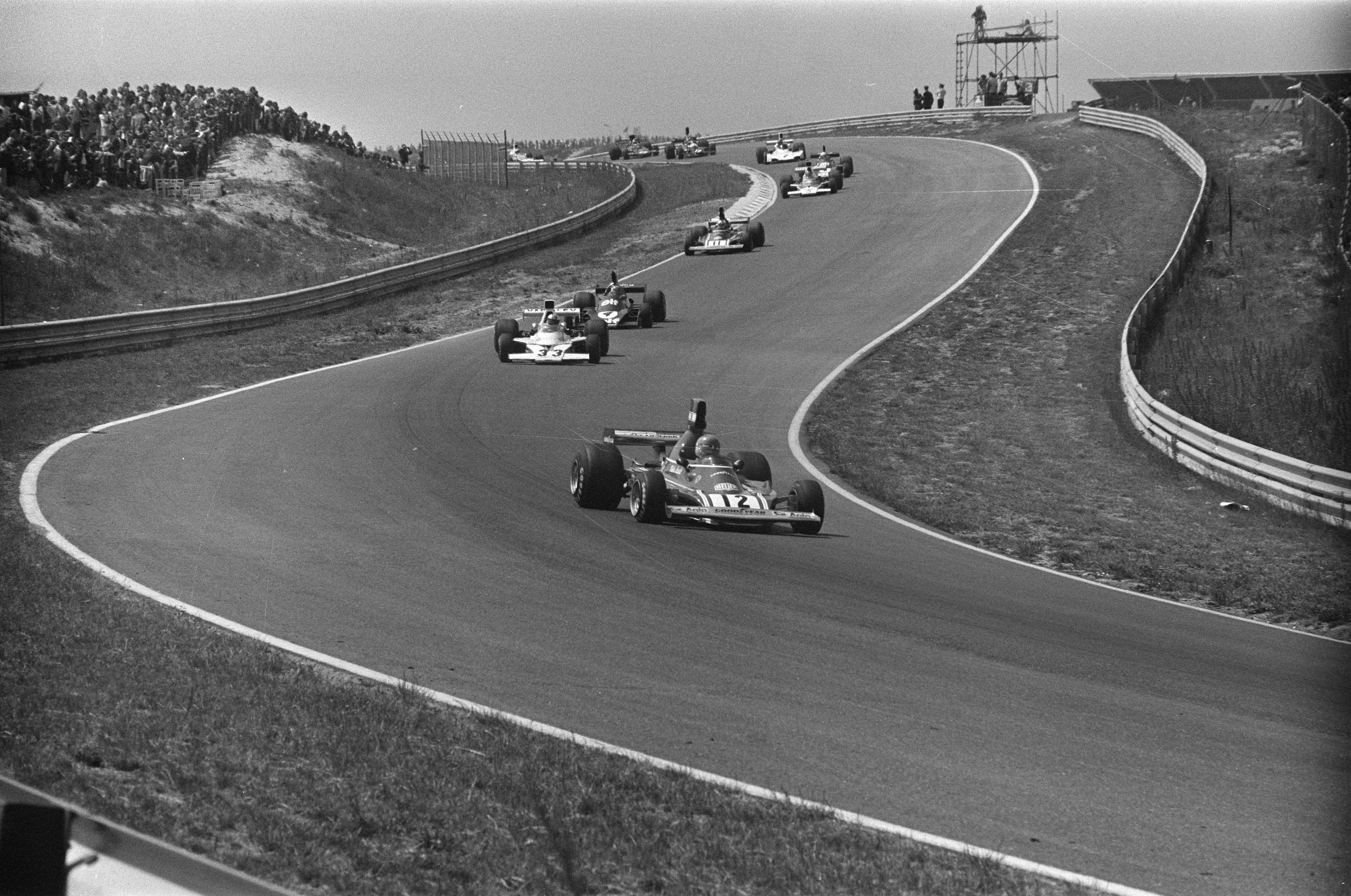
Niki Lauda strax före Mike Hailwood och Patrick Depailler.
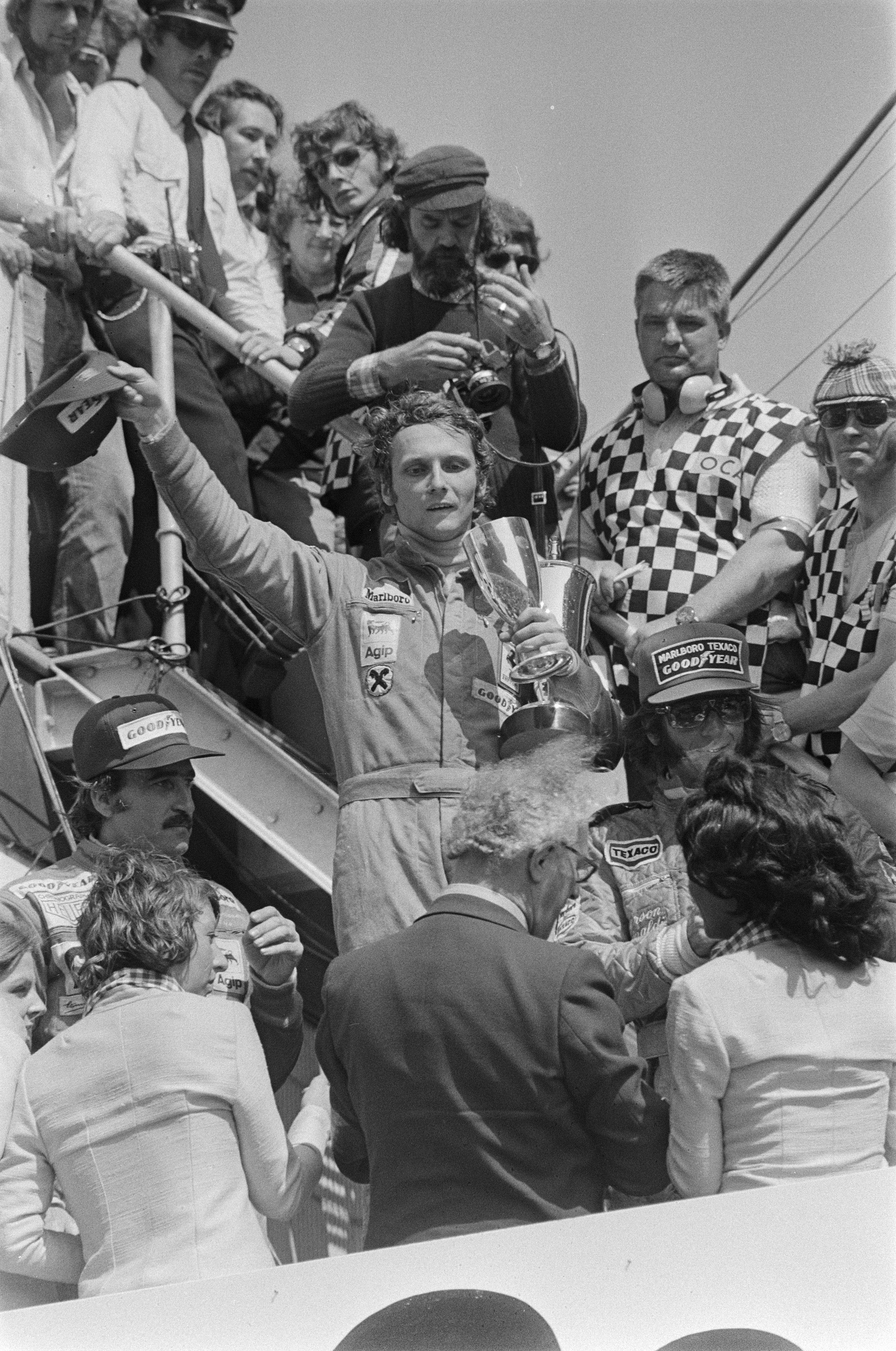
Niki Lauda vid prisutdelningen.

## VM-ställning
| Förarmästerskapet 1. Emerson Fittipaldi, McLaren-Ford, 31 2. Niki Lauda, Ferrari, 30 3. Clay Regazzoni, Ferrari, 28 | Konstruktörsmästerskapet 1. McLaren-Ford, 42 2. Ferrari, 39 3. Tyrrell-Ford, 27 |